# 瓦隆蓬达尔克
瓦隆蓬达尔克（法語：Vallon-Pont-d'Arc，法語發音：[valɔ̃ pɔ̃ daʁk]）是法国阿尔代什省的一个市镇，位于该省南部，属于拉让蒂耶尔区。瓦隆蓬达尔克的拱桥岩是阿尔代什省著名的旅游景点之一。

## 地理
瓦隆蓬达尔克（44°24'25"N, 4°23'37"E）面积28.62 平方千米，位于法国奥弗涅-罗讷-阿尔卑斯大区阿尔代什省，该省份为法国东南部内陆省份，北起顺时针与卢瓦尔省、伊泽尔省、德龙省、沃克吕兹省、加尔省、洛泽尔省和上盧瓦爾省接壤。
与瓦隆蓬达尔克接壤的市镇（或旧市镇、城区）包括：维拉克堡、拉戈尔斯、吕翁斯、圣勒梅兹、萨拉瓦斯、桑宗。

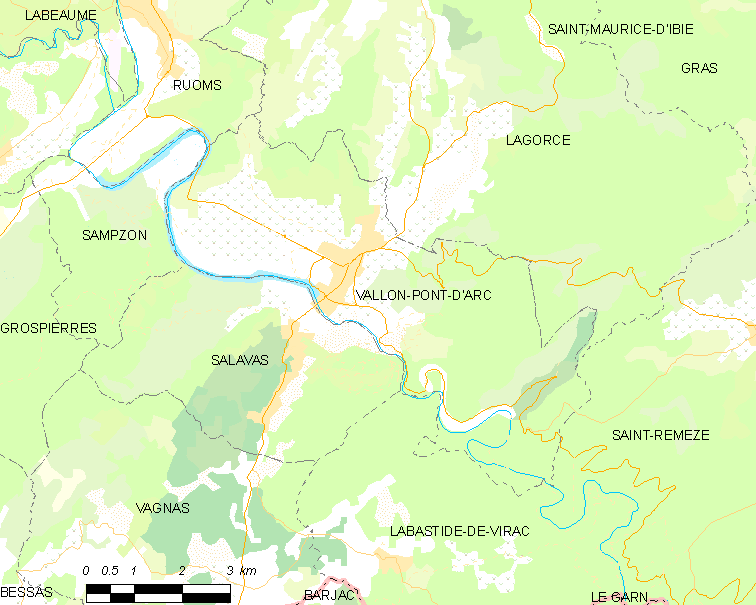
瓦隆蓬达尔克的OSM定位图

瓦隆蓬达尔克的时区为UTC+01:00、UTC+02:00（夏令时）。

## 行政
瓦隆蓬达尔克的邮政编码为07150，INSEE市镇编码为07330。

## 政治
瓦隆蓬达尔克所属的省级选区为瓦隆蓬达尔克县。

## 人口

1962-2008年间瓦隆蓬达尔克人口变化图示

瓦隆蓬达尔克于2022年1月1日时的人口数量为2469人。